# Россинский, Андрей
Андрей Россинский (12 января 1952, Чапаевск, Куйбышевской области) — российский театральный режиссёр, актёр, педагог, автор инсценировок, публицист и историк. В 1974 году создал драматический театр-лабораторию, которая в 1987 году стала профессиональным Московским драматическим театром «Лаборатория». Ныне — Московский театр музыки и драмы Стаса Намина.

## Биография
Родился в семье потомственных интеллигентов. Среднюю школу окончил в Южном Казахстане. В 1969 г поступил в МИСИ им. Куйбышева. Окончив институт в 1974 г стал заниматься научной деятельностью в Отделении научно-исследовательских работ ГипроНИИ АН СССР сначала младшим научным сотрудником, затем старшим. Параллельно увлекся театром. До 1983 г совмещал научную и театральную деятельность, после чего на долгий период практически полностью посвятил себя театру.

## Творчество
Искусству режиссуры учился у О. Я. Чубайса, Г. И. Трегера и Л. В. Варпаховского, а также у Анджея Вайды. Первый спектакль поставил на любительской сцене («Маркхейм» Р. Л. Стивенсона в собственной инсценировке). В 1974 г создал театр-лабораторию, которая в 1987 году стала профессиональным Московским драматическим театром «Лаборатория». Ныне — Московский театр музыки и драмы.

### Театр «Лаборатория» (1974—1999)
За время работы театра режиссером вместе с постоянным соавтором — сценографом и художником Ириной Балашевич — было поставлено более 35 спектаклей.
В этот период с режиссером работали поэты Лев Озеров, Давид Самойлов, Роберт Рождественский; писатели и драматурги Кир Булычёв, Яков Апушкин, Александр Плоткин, Виктор Денисов , Петер Андрушка (Словакия). Помимо Россинского в театре осуществляли постановки режиссеры Виктор Шульман, Сергей Коковкин, Анатолий Грачёв и др.

#### Творческое кредо театра
Три «И» — интеллигентность, искренность и интеллектуальность" — так было сформулировано Россинским кредо театра, которому он следовал в течение всего времени работы. Название «Лаборатория» изначально подразумевало театральные эксперименты. Основные направления — поэтический театр, поиск новых методов использования театрально-сценического пространства и использование его в качестве самостоятельного выразительного средства, а также непосредственная работа с современными драматургами в совместном процессе создания спектаклей.

### Театр музыки и драмы (1999 — по настоящее время)
В 1999 г в силу ряда причин по инициативе Россинского театр был преобразован в Московский театр музыки и драмы п/р Стаса Намина.
Продолжал сценическую деятельность в качестве режиссера-постановщика и наставника молодых режиссеров. Адаптировал спектакли театра «Лаборатория» и поставил новые, как драматические, так и музыкальные — от «Иисуса Христа — суперстар» (1999), до «Безумного дня в замке Альмавивы» (2013) и «Победы над солнцем» (2013).
Работал с Ильей Кормильцевым, Михаилом Шемякиным, Гариком Осиповым и Алексеем Чуланским.

## Вне театра
Как журналист печатался в газете «Труд» и журнале «The New Times». 
Вместе с Борисом Викторовичем Родионовым провел исследование, которое легло в основу книг Родионова «История русской водки от полугара до наших дней», «Полугар. Водка, которую мы потеряли», «Большой обман. Правда и ложь о русской водке».